# Prethopalpus java
Espèce
Prethopalpus java est une espèce d'araignées aranéomorphes de la famille des Oonopidae.

## Distribution
Cette espèce est endémique de Java en Indonésie. Elle se rencontre à Cibodas entre 1 380 et 1 400 m d'altitude.

## Description
Le mâle holotype mesure 0,97 mm et la femelle 1,8 mm.

## Étymologie
Son nom d'espèce lui a été donné en référence au lieu de sa découverte, Java.

## Publication originale
- Baehr, Harvey, Burger & Thoma, 2012 : The new Australasian goblin spider genus Prethopalpus (Araneae, Oonopidae). Bulletin of the American Museum of Natural History, no 369, p. 1-113 (texte intégral).